# Lacul Assal
Assal reprezintă un lac de crater vulcanic, situat în partea centrală a statului Djibouti. Administrativ se situează în partea de sud a regiunii Tadjoura, la o altitudine de 157 m sub nivelul mării, ceea ce îl categorizează ca fiind cel mai jos punct din Africa. Adâncimea maximă a lacului este de 40 m. Este alimentat atât de izvoare sărate cât și de apele mării, lucru care a determinat o salinitate de 370g/l. Această concentrație mare de sare nu favorizează viața; așa încât nu regăsim asociații fitofaunistice nici în apele lacului Assal, dar nici pe malurile acestuia.
Temperaturile ridicate ale apei (33-34OC) favorizează evaporarea, iar ca rezultantă regăsim mai cu seamă pe malul vestic și nord-vestic al lacului zone întinse acoperite cu halit, care au o grosime de 20 – 80 m. 
Sarea este cea mai importantă bogăție economică a zonei. 